# جیتانا
جیتانا (به پرتغالی: Jitaúna) یک منطقهٔ مسکونی در برزیل است که در باهیا واقع شده‌است. جیتانا ۱۰٬۸۰۸ نفر جمعیت دارد.